# Sobral de Monte Agraço (freguesia)
Sobral de Monte Agraço es una freguesia portuguesa del concelho de Sobral de Monte Agraço, con 8,67 km² de superficie y 2.937 habitantes (2001). Su densidad de población es de 338,8 hab/km².